# Little Barrington
Little Barrington – wieś w Anglii, w Gloucestershire, w dystrykcie Cotswold, w civil parish Barrington. W 1931 roku civil parish liczyła 84 mieszkańców. Little Barrington jest wspomniana w Domesday Book (1086) jako Berni(n)tone.